# Ел Кампито (Наволато)
Ел Кампито (шп. El Campito) насеље је у Мексику у савезној држави Синалоа у општини Наволато. Насеље се налази на надморској висини од 10 м.

## Становништво
Према подацима из 2010. године у насељу су живела 2 становника.

### Хронологија
| Година       | 2000            | 2005          | 2010 |
| ------------ | --------------- | ------------- | ---- |
| Становништво | 278 (154 / 124) | 107 (68 / 39) | 2    |

### Попис
| # | Индикатор                     | Вредност |
| - | ----------------------------- | -------- |
| 1 | Укупно домаћинстава           | 83       |
| 2 | Укупно насељених домаћинстава | 2        |
| 3 | Величина локације             | 1        |